# Joris Colinet
Pour les articles homonymes, voir Colinet.
Joris Colinet, né le 27 septembre 1982 à Mont-Saint-Aignan, est un footballeur français qui évolue au poste d'attaquant au FC Rouen.

## Palmarès
- US Quevilly
  - Champion de CFA en 2011
  - Finaliste de la Coupe de France en 2012.